# Marco Giuseppe Peranda
Marco Giuseppe Peranda   (Macerata, 4 d'abril de 1626 - Dresden, 12 de gener de 1675) va ser un músic i compositor italià actiu a Alemanya.

## Biografia
Va ser un dels músics italians més notables a Alemanya durant el primer barroc al costat de Vincenzo Albrici, Carlo Pallavicino i Giovanni Andrea Angelini Bontempi a Dresden. Aquests quatre Kapellmeisters italians van ser ben recompensats; guanyaven sous anuals de 1.200 Reichstalers, mentre que Heinrich Schütz, en aquest punt semi jubilat, guanyava 800 Reichstalers a l'any. Un contemporani, Agostino Rossi, el registra com a natural de Macerata, però el seu estil musical mostra una educació a Roma. Des del 1651, Perenda va ser cantant (alt) a la capella de Joan Jordi II de Saxònia, ja que combinava el seu propi cor de capella amb el del seu pare.
El 1661 Peranda es convertí en Vizekapellmeister i el 1663 Kapellmeister, com a successor d'Albrici. La seva òpera Dafne (composta en col·laboració) es va representar per obrir "l'Opernhaus am Taschenberg" a Dresden. El 1670 va fer un viatge a Itàlia, del qual queden dues misses i un motet a la residència de Kroměříž. El 1672 fou ascendit de nou a Hofkapellmeister, possiblement des que Christoph Bernhard havia pres una millor oferta a Hamburg.
El 1675 va morir Peranda i, a diferència d'alguns músics italians, mai no s'havia convertit al luteranisme, va ser enterrat a l'abadia de Marienstern a Dresden.

## Obres
- Només un terç estimat de les seves obres sobreviuen:
- 1668: Mark Passion (Història del sofriment i la mort del nostre Senyor Jesucrist)
- 1668: Història de Nadal (perduda)
- 1671: Dafne (Òpera amb Giovanni Andrea Bontempi)
- 1673: Júpiter i Jo (perduts - una col·laboració amb Bontempi o Constantin Christian Dedekind)
- 1675: Il sacrifio di Jefte (és a dir, Jefte, perdut, sobreviu el llibret)